# ليتوياني
ليتوياني (بالإيطالية: Letojanni)‏ هي بلدية في مقاطعة ميسينا في صقلية الإيطالية.

## السكان
في سنة 1861 بلغ عدد السكان 1٬008 نسمة، وتطور العدد ليصل في سنة 2011 لـ 2٬699 نسمة.
يظهر هذا المخطط البياني تطور النمو السكاني لـ ليتوياني